# Associazione Calcio Brescia 1939-1940
Questa pagina raccoglie le informazioni riguardanti l'Associazione Calcio Brescia nelle competizioni ufficiali della stagione 1939-1940.

## Stagione
La squadra lombarda si è piazzata al sesto posto nella classifica del campionato di Serie B 1939-1940 per peggiore quoziente reti nei confronti del Siena.
In Coppa Italia esordisce nel turno di qualificazioni riservato a quattro squadre di Serie B, superando il Padova per 1-0 in trasferta. Al terzo turno occorrono due gare per superare l'Atalanta: nella prima pareggia a Bergamo per 3-3 sino ai tempi supplementari,  due settimane dopo in casa vince per 4-0. Ai sedicesimi batte il Siracusa (4-2 in casa), negli ottavi affronta il Torino in casa vincendo per 3-1, quindi viene eliminato nei quarti dalla Juventus, perdendo 3-0 a Torino.

## Rosa
| N. |                   | Ruolo | Calciatore            |
| -- | ----------------- | ----- | --------------------- |
|    | Italia (bandiera) | P     | Giuseppe Romano       |
|    | Italia (bandiera) | P     | Guerino Magri         |
|    | Italia (bandiera) | D     | Carlo Albini          |
|    | Italia (bandiera) | D     | Mario Bergamaschi     |
|    | Italia (bandiera) | D     | Giuseppe Barcella     |
|    | Italia (bandiera) | D     | Renato Cervati        |
|    | Italia (bandiera) | D     | Giuseppe Faita        |
|    | Italia (bandiera) | D     | Oscar Messora         |
|    | Italia (bandiera) | D     | Costantino Sala       |
|    | Italia (bandiera) | C     | Evaristo Frisoni (II) |
|    | Italia (bandiera) | C     | Angelo Gibertoni      |

| N. |                   | Ruolo | Calciatore        |
| -- | ----------------- | ----- | ----------------- |
|    | Italia (bandiera) | C     | Vaifro Goffi      |
|    | Italia (bandiera) | C     | Mario Bona        |
|    | Italia (bandiera) | C     | Aldo Dusi         |
|    | Italia (bandiera) | C     | Coriolano Palumbo |
|    | Italia (bandiera) | C     | Francesco Scalvi  |
|    | Italia (bandiera) | C     | Franco Scaramelli |
|    | Italia (bandiera) | A     | Renato Gei        |
|    | Italia (bandiera) | A     | Enrico Grazioli   |
|    | Italia (bandiera) | A     | Giovanni Moretti  |
|    | Italia (bandiera) | A     | Paolo Perini      |
|    | Italia (bandiera) | A     | Italo Rebuzzi     |

## Risultati

### Serie B

#### Girone di andata
| Arbitro: | Goracci (Firenze) |

|                       |           |  |
| Dusi 41’ Grazioli 87’ | Marcatori |  |

| Arbitro: | Curradi (Firenze) |

|           |           |  |
| Crola 17’ | Marcatori |  |

| Arbitro: | Martelli (Livorno) |

|                                       |           |                      |
| Grazioli 2’, 85’ Palumbo 24’ Dusi 55’ | Marcatori | 59’ (rig.) Costenaro |

| Arbitro: | Coletti (Treviso) |

|                                        |           |  |
| Dusi 12’ Palumbo 33’ Grazioli 53’, 57’ | Marcatori |  |

| Arbitro: | Mantovani (Mirabello) |

|                              |           |         |
| Facci 42’, 48’ Di Prisco 59’ | Marcatori | 80’ Gei |

| Arbitro: | Giambone (Venezia) |

|                               |           |            |
| Moretti 23’ (rig.) 77’ (rig.) | Marcatori | 63’ Busoni |

| Arbitro: | Zavattaro (Casale Monferrato) |

|  |           |                                                        |
|  | Marcatori | 2’, 53’, 87’ Grazioli 12’ Moretti 31’ Dusi 57’ Palumbo |

| Arbitro: | Scotto (Savona) |

|                                                  |           |            |
| Frisoni II 18’ Grazioli 27’ Dusi 55’ Moretti 86’ | Marcatori | 7’ Cerutti |

| Arbitro: | Forni (Trento) |

|             |           |  |
| Gambini 40’ | Marcatori |  |

| Arbitro: | Galeati (Bologna) |

|          |           |  |
| Dusi 44’ | Marcatori |  |

| Arbitro: | Mazza (Torre del Greco) |

|  |           |          |
|  | Marcatori | 35’ Dusi |

| Arbitro: | Viarengo (Asti) |

|                                  |           |                        |
| Scaramelli 3’ Moretti 47’ (rig.) | Marcatori | 11’ Zuccotti 25’ Torti |

| Arbitro: | Ciamberlini (Sampierdarena) |

|                       |           |              |
| Zandali 23’ Colli 76’ | Marcatori | 45’ Grazioli |

| Arbitro: | Mattea (Torino) |

|  |           |              |
|  | Marcatori | 30’ Grazioli |

| Arbitro: | Giambone (Venezia) |

|                |           |  |
| Scaramelli 20’ | Marcatori |  |

| Arbitro: | Neri (Vicenza) |

|                             |           |                       |
| Viani II 5’, 54’ (rig.) 64’ | Marcatori | 4’, 33’, 50’ Grazioli |

| Arbitro: | Tassini (Verona) |

|                          |           |  |
| Grazioli 35’, 89’ (rig.) | Marcatori |  |

#### Girone di ritorno
| Arbitro: | Soliani (Genova) |

|                                   |           |              |
| Donati II 14’, 49’ Pozzo 42’, 81’ | Marcatori | 29’ Grazioli |

| Arbitro: | Rosso (Torino) |

|             |           |  |
| Moretti 70’ | Marcatori |  |

| Arbitro: | Mazza (Torre del Greco) |

|                                                            |           |                                |
| Costenaro 8’ (rig.) Di Falco 24’ Santillo 79’ Antolini 89’ | Marcatori | 21’ Palumbo 32’ (rig.) Moretti |

| Catania 25 febbraio 1940 21ª giornata | Catania      | 0 – 0 | Brescia | Stadio Cibali\| Arbitro: \| Naibo (Roma) \| |
| Arbitro:                              | Naibo (Roma) |       |         |                                             |

| Brescia 10 marzo 1940 22ª giornata | Brescia           | 0 – 0 | Verona | Stadium di Viale Piave\| Arbitro: \| Bertolio (Torino) \| |
| Arbitro:                           | Bertolio (Torino) |       |        |                                                           |

| Arbitro: | Mazza (Torre del Greco) |

|            |           |  |
| Busoni 34’ | Marcatori |  |

| Arbitro: | Scotto (Savona) |

|                  |           |                      |
| Moretti 22’, 57’ | Marcatori | 18’ Pavan 43’ Chinol |

| Arbitro: | Saracini (Ancona) |

|                                      |           |          |
| Ghezzi 17’ Massiglia 36’ Cerutti 48’ | Marcatori | 58’ Dusi |

| Brescia 7 aprile 1940 26ª giornata | Brescia                        | 0 – 0 | Siena | Stadium di Viale Piave\| Arbitro: \| D'Agostino (Porto San Giorgio) \| |
| Arbitro:                           | D'Agostino (Porto San Giorgio) |       |       |                                                                        |

| Arbitro: | Salvatori (Roma) |

|                               |           |  |
| Gaddoni 16’, 34’ Pagliano 70’ | Marcatori |  |

| Arbitro: | Gnocchini (Como) |

|                           |           |                    |
| Gei 7’, 25’, 66’ Dusi 31’ | Marcatori | 50’, 63’ D'Odorico |

| Arbitro: | Scotto (Savona) |

|              |           |        |
| Zuccotti 80’ | Marcatori | 7’ Gei |

| Arbitro: | Moretti (Genova) |

|         |           |  |
| Gei 75’ | Marcatori |  |

| Arbitro: | Curradi (Firenze) |

|                        |           |  |
| Scaramelli 71’ Gei 81’ | Marcatori |  |

| Arbitro: | Silvano (Torino) |

|             |           |             |
| Finelli 29’ | Marcatori | 58’ Moretti |

| Arbitro: | Dattilo (Roma) |

|                        |           |              |
| Perini 52’ Moretti 77’ | Marcatori | 56’ Viani II |

| Arbitro: | De Benedictis (Roma) |

|                          |           |          |
| Nicolini 5’ Faccenda 62’ | Marcatori | 14’ Bona |

### Coppa Italia
| Arbitro: | Zelocchi (Modena) |

|  |           |              |
|  | Marcatori | 60’ Grazioli |

| Arbitro: | Bertolio (Torino) |

|                           |           |                                            |
| Bui 44’ Pagliano 60’, 65’ | Marcatori | 19’ (rig.) 83’ (rig.) Moretti 26’ Grazioli |

| Arbitro: | Gamba (Napoli) |

|                             |           |  |
| Grazioli 42’, 47’, 52’, 75’ | Marcatori |  |

| Arbitro: | Camiolo (Milano) |

|                                              |           |                  |
| Pugliese 38’ (aut.) Gei 39’, 72’ Moretti 61’ | Marcatori | 6’, 28’ Peresson |

| Arbitro: | Scorzoni (Bologna) |

|                           |           |           |
| Moretti 70’ Dusi 72’, 75’ | Marcatori | 62’ Capri |

| Arbitro: | Galeati (Bologna) |

|                                |           |  |
| Capocasale 13’, 81’ Parola 25’ | Marcatori |  |

## Statistiche

### Statistiche di squadra
| Competizione | Punti | In casa | In casa | In casa | In casa | In casa | In casa | In trasferta | In trasferta | In trasferta | In trasferta | In trasferta | In trasferta | Totale | Totale | Totale | Totale | Totale | Totale | DR  |
| Competizione | Punti | G       | V       | N       | P       | Gf      | Gs      | G            | V            | N            | P            | Gf           | Gs           | G      | V      | N      | P      | Gf     | Gs     | DR  |
| ------------ | ----- | ------- | ------- | ------- | ------- | ------- | ------- | ------------ | ------------ | ------------ | ------------ | ------------ | ------------ | ------ | ------ | ------ | ------ | ------ | ------ | --- |
| Serie B      | 40    | 17      | 13      | 4       | 0       | 34      | 10      | 17           | 3            | 4            | 10           | 20           | 29           | 34     | 16     | 8      | 10     | 54     | 39     | +15 |
| Coppa Italia |       | 3       | 3       | 0       | 0       | 11      | 3       | 3            | 1            | 1            | 1            | 4            | 6            | 6      | 4      | 1      | 1      | 15     | 9      | +6  |
| Totale       |       | 20      | 16      | 4       | 0       | 45      | 13      | 20           | 4            | 5            | 11           | 24           | 35           | 40     | 20     | 9      | 11     | 69     | 48     | +21 |

### Statistiche dei giocatori
| Giocatore      | Serie B  | Serie B | Coppa Italia | Coppa Italia | Totale   | Totale |
| Giocatore      | Presenze | Reti    | Presenze     | Reti         | Presenze | Reti   |
| -------------- | -------- | ------- | ------------ | ------------ | -------- | ------ |
| C. Albini      | 34       | 0       | ?            | ?            | 34+      | 0+     |
| G. Barcella    | 8        | 0       | ?            | ?            | 8+       | 0+     |
| M. Bergamaschi | 13       | 0       | ?            | ?            | 13+      | 0+     |
| M. Bona        | 1        | 1       | ?            | ?            | 1+       | 1+     |
| R. Cervati     | 33       | 0       | ?            | ?            | 33+      | 0+     |
| A. Dusi        | 31       | 9       | 1+           | 2            | 32+      | 11     |
| G. Faita       | 3        | 0       | ?            | ?            | 3+       | 0+     |
| E. Frisoni II  | 23       | 1       | ?            | ?            | 23+      | 1+     |
| R. Gei         | 20       | 7       | 1+           | 2            | 21+      | 9      |
| A. Gibertoni   | 5        | 0       | ?            | ?            | 5+       | 0+     |
| V. Goffi       | 3        | 0       | ?            | ?            | 3+       | 0+     |
| E. Grazioli    | 26       | 17      | 3+           | 6            | 29+      | 23     |
| G. Magri       | 0        | 0       | ?            | ?            | 0+       | 0+     |
| O. Messora     | 8        | 0       | ?            | ?            | 8+       | 0+     |
| G. Moretti     | 33       | 11      | 3+           | 4            | 36+      | 15     |
| C. Palumbo     | 29       | 4       | ?            | ?            | 29+      | 4+     |
| P. Perini      | 3        | 1       | ?            | ?            | 3+       | 1+     |
| I. Rebuzzi     | 3        | 0       | ?            | ?            | 3+       | 0+     |
| G. Romano      | 34       | -39     | ?            | ?            | 34+      | -39+   |
| C. Sala        | 27       | 0       | ?            | ?            | 27+      | 0+     |
| F. Scalvi      | 13       | 0       | ?            | ?            | 13+      | 0+     |
| F. Scaramelli  | 24       | 3       | ?            | ?            | 24+      | 3+     |